# Amy (trilha sonora)
Amy é a trilha sonora original do filme de mesmo nome de 2015. Foi lançada pela Island Records em 30 de outubro de 2015. É a segunda compilação póstuma da cantora e compositora inglesa Amy Winehouse (tema do filme). Possui faixas originais, covers, versões inéditas e demos que foram incluídas no documentário e também conta com músicas do compositor brasileiro Antonio Pinto. "The Name of the Wave", do músico e produtor britânico William Orbit, também aparece na trilha sonora. A trilha sonora alcançou a posição 19 na parada de álbuns do Reino Unido.

## Antecedentes
Em 8 de outubro de 2015, foi anunciado pela Island Records que a trilha sonora original de Amy seria lançada em 30 de outubro de 2015. Em 26 de outubro de 2015, uma amostra de dois minutos da trilha sonora foi lançada no Facebook e Twitter. A trilha sonora foi lançada posteriormente pela segunda vez em vinil no Reino Unido e na Irlanda em 1 de abril de 2016.

## Descrição
O álbum inclui faixas conhecidas de Winehouse, como "Stronger Than Me", "Tears Dry on Their Own" e "Back to Black", sessões ao vivo de "What Is It About Men", "Rehab", "We' re Still Friends" e "Love Is a Losing Game", uma versão downtempo de "Some Unholy War", uma versão demo de "Like Smoke", um cover de "Valerie" dos The Zutons interpretada por Winehouse e Mark Ronson, e um Versão de 2011 de "Body and Soul  interpretada por Winehouse e Tony Bennett. A trilha sonora é a segunda compilação póstuma de Winehouse. O álbum também traz composições originais que integraram o documentário de Antônio Pinto.

## Recepção crítica
| Críticas profissionais | Críticas profissionais |
| Pontuações agregadas   | Pontuações agregadas   |
| Fonte                  | Avaliação              |
| ---------------------- | ---------------------- |
| Metacritic             | 59/100                 |
| Avaliações da crítica  |                        |
| Fonte                  | Avaliação              |
| NME                    | [ 5 ]                  |
| Pitchfork              | 5.4                    |
| The Guardian           | [ 7 ]                  |
| The Independent        | [ 8 ]                  |

No final de outubro de 2015, o diretor Asif Kapadia ganhou o prêmio de Melhor Trilha Sonora pelo álbum original de Amy no The Lost Weekend Awards do Film Club.[carece de fontes?] Em junho de 2016, a trilha sonora em si foi indicada para um total de quatro prêmios; Louis Film Critics Association e a música por trás do filme levaram Winehouse a uma indicação póstuma no BRIT Awards de 2016 para Artista Solo Feminina Britânica e Winehouse ganhou postumamente um Grammy de Melhor Filme Musical na 58.ª edição em 2016. Esta foi a nona indicação da carreira de Winehouse para este prêmio e a terceira póstuma. Em dezembro de 2016, as indicações para o Grammy Awards de 2017 foram anunciadas, e Amy foi indicada ao Grammy Award de Melhor Compilação de Trilha Sonora para Mídia Visual.

## Alinhamento de faixas
Todas as faixas foram escritas por Amy Winehouse e Antonio Pinto, exceto onde notado.
| Amy (Original Motion Picture Soundtrack) |                                                              |                                                                      |                              |         |  |
| N.º                                      | Título                                                       | Compositor(es)                                                       | Artista(s)                   | Duração |  |
| 1.                                       | "Opening"                                                    |                                                                      | Antonio Pinto                | 0:58    |  |
| 2.                                       | "Stronger Than Me"                                           |                                                                      | Amy Winehouse                | 3:34    |  |
| 3.                                       | "Poetic Finale"                                              |                                                                      | Antonio Pinto                | 2:53    |  |
| 4.                                       | "What Is It About Men" (Live at the North Sea Jazz Festival) |                                                                      | Amy Winehouse                | 4:45    |  |
| 5.                                       | "Walk"                                                       |                                                                      | Antonio Pinto                | 1:14    |  |
| 6.                                       | "Some Unholy War" (Versão Downtempo)                         |                                                                      | Amy Winehouse                | 3:15    |  |
| 7.                                       | "Holiday Texts"                                              |                                                                      | Antonio Pinto                | 0:52    |  |
| 8.                                       | "Kidnapping Amy"                                             |                                                                      | Antonio Pinto                | 1:44    |  |
| 9.                                       | "Like Smoke" (Demo)                                          |                                                                      | Amy Winehouse                | 1:22    |  |
| 10.                                      | "Tears Dry on Their Own"                                     |                                                                      | Amy Winehouse                | 3:07    |  |
| 11.                                      | "Seperação Fotos"                                            |                                                                      | Antonio Pinto                | 0:54    |  |
| 12.                                      | "The Name of the Wave"                                       | William Orbit                                                        | Strange Cargo                | 6:24    |  |
| 13.                                      | "Back to Black" (A cappella / Álbum Medley)                  |                                                                      | Amy Winehouse                | 3:49    |  |
| 14.                                      | "Cynthia"                                                    |                                                                      | Antonio Pinto                | 1:15    |  |
| 15.                                      | "Rehab" (Live on Later... with Jools Holland)                |                                                                      | Amy Winehouse                | 3:41    |  |
| 16.                                      | "In the Studio"                                              |                                                                      | Antonio Pinto                | 1:05    |  |
| 17.                                      | "We're Still Friends" (Live at Union Chapel)                 |                                                                      | Amy Winehouse                | 2:56    |  |
| 18.                                      | "Amy Lives"                                                  |                                                                      | Antonio Pinto                | 2:15    |  |
| 19.                                      | "Love Is a Losing Game" (Live at the Mercury Awards)         |                                                                      | Amy Winehouse                | 2:32    |  |
| 20.                                      | "Arrested"                                                   |                                                                      | Antonio Pinto                | 1:04    |  |
| 21.                                      | "Body and Soul"                                              | Edward Heyman Robert Sour Frank Eyton John Green                     | Tony Bennett e Amy Winehouse | 3:23    |  |
| 22.                                      | "Amy Forever"                                                |                                                                      | Antonio Pinto                | 2:49    |  |
| 23.                                      | "Valerie" (BBC Radio 1 Live Lounge)                          | Sean Payne Dave McCabe Abi Harding Boyan Chowdhury Russell Pritchard | Amy Winehouse                | 3:52    |  |
| Duração total:                           | Duração total:                                               | Duração total:                                                       | Duração total:               | 62:42   |  |

## Desempenho nas tabelas musicais
| País — Tabela musical (2015)            | Melhor posição |
| --------------------------------------- | -------------- |
| Austrália (ARIA Charts)                 | 38             |
| Bélgica (Ultratop (Flandres)            | 50             |
| Bélgica (Ultratop (Valónia)             | 93             |
| Brasil (ABPD)                           | 10             |
| Escócia (OCC)                           | 23             |
| Estados Unidos (Soundtrack Albums)      | 11             |
| Estados Unidos (Top R&B/Hip-Hop Albums) | 28             |
| Grécia (IFPI Grécia)                    | 35             |
| Irlanda (IRMA)                          | 5              |
| Itália (FIMI)                           | 7              |
| Países Baixos (Album Top 100)           | 51             |
| Polônia (ZPAV)                          | 26             |
| Reino Unido (UK Albums Chart)           | 19             |
| Reino Unido (UK R&B Chart)              | 4              |
| Reino Unido (Soundtrack Albums)         | 1              |
| Suíça (Schweizer Hitparade)             | 57             |

## Certificações e vendas
| País                                                           | Associação | Certificação | Unidades/vendas certificadas |
| -------------------------------------------------------------- | ---------- | ------------ | ---------------------------- |
| Reino Unido                                                    | BPI        | Prata        | 60,000‡                      |
| ‡ Números de vendas+streaming baseados apenas na certificação. |            |              |                              |

## Histórico de lançamento
| Região | Data                  | Formato                    | Gravadora | Ref.          |
| ------ | --------------------- | -------------------------- | --------- | ------------- |
| Várias | 30 de outubro de 2015 | Download digital streaming | Island    | [ 13 ] [ 31 ] |
| Várias | 31 de outubro de 2015 | CD                         | Island    | [ 32 ]        |
| Várias | 1 de abril de 2016    | Vinil                      | Island    | [ 33 ]        |